# Felice di Salm-Salm
Felix Costantino Alessandro Giovanni Nepomuceno di Salm-Salm, in tedesco: Felix von Salm-Salm, in inglese: Felix Salm-Salm, detto semplicemente Felix of Salm (Anholt, 25 dicembre 1828 – Saint-Privat-la-Montagne, 18 agosto 1870), è stato un generale e nobile tedesco.
Nato principe della casata di Salm-Salm, prestò servizio nell'esercito dello Schleswig-Holstein (esercito prussiano), nell'esercito austriaco, nell'Union Army durante la guerra civile americana, nell'esercito dell'imperatore Massimiliano I del Messico, del quale divenne aiutante di campo e confidente, e infine nuovamente nell'esercito prussiano impegnato nella guerra con la Francia nel 1870. Venne ucciso in battaglia durante quest'ultima campagna militare.

## Biografia

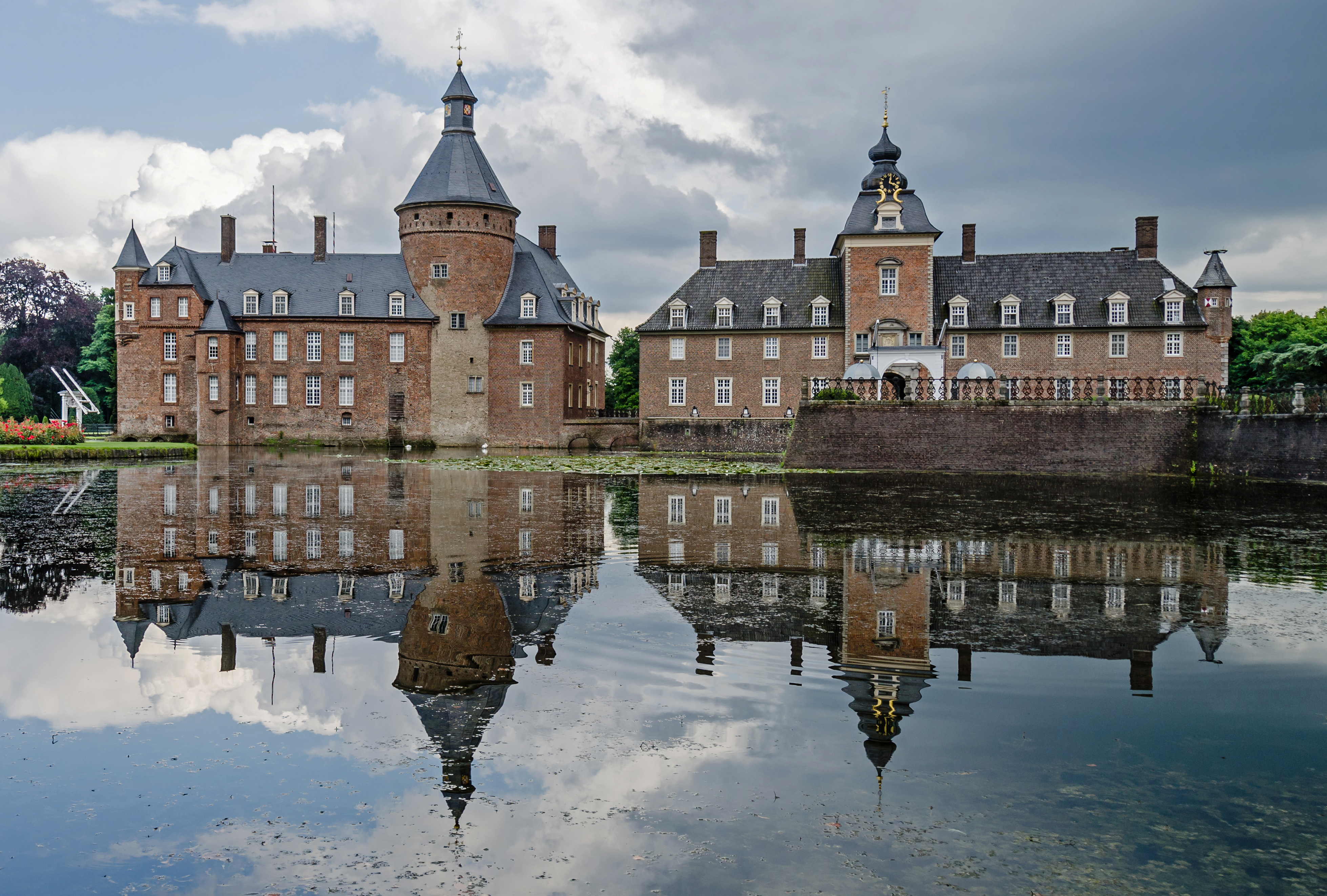
Il castello di Anholt

Il principe Felice di Salm-Salm nacque ad Anholt, in Germania, nel castello dei principi di Salm. Il dominio dei suoi avi era stato incorporato dalla Prussia nella provincia di Vestfalia nel 1815. Egli era il terzogenito ed il minore dei figli del principe Fiorentino di Salm-Salm (1786–1846) e di sua moglie, Flaminia Rossi (1795-1840), una nobildonna di origini corse, nipote del principe Felice Baciocchi, cognato di Napoleone. Il Congresso di Vienna confermò nel 1815 alla dinastia dei Salm la perdita dei loro domini ma gli consentì il mantenimento dei privilegi principeschi presso la Confederazione Germanica. Suo fratello era il principe Alfredo di Salm-Salm che subentrò nella reggenza del titolo alla morte del padre nel 1846, ma col quale Felice ad ogni modo non ebbe mai un buon rapporto.
Felice sin da giovane venne destinato alla carriera militare e per questo studiò come cadetto a Berlino divenendo ufficiale dell'11º reggimento ussari nel 1846. Con questo prese parte alla Prima guerra dello Schleswig tra la Germania settentrionale e la Danimarca. Pesantemente ferito in una schermaglia presso Aarhus il 18 maggio 1849, dimostrò grande coraggio in battaglia. Dopo la guerra entrò al servizio dell'Impero austriaco combattendo nella seconda guerra d'indipendenza italiana nel 1859. La sua vita erratica lo alienò sempre più dalla sua famiglia, unitamente ai molti debiti di gioco accumulati, ai molti duelli ed agli scandali che si assommarono sulla sua persona.
Per questi motivi, nel 1861 decise di portarsi negli Stati Uniti e di offrire i suoi servigi militari e la sua esperienza all'Union Army nella guerra civile americana. Ottenne il grado di colonnello e venne assegnato allo staff del generale di brigata Louis Blenker, come lui di origini tedesche. Fu in questo stesso periodo che iniziò a corteggiare una americana di nome Agnes Leclerc Joy che aveva conosciuto ad un ricevimento tenuto dal presidente Abraham Lincoln suo cugino a Washington, dove proprio a Felice era spettato il compito di presentare l'ambasciatore prussiano Friedrich von Gerolt al presidente. Felice e Agnes si sposarono morganaticamente il 30 agosto 1862 a Washington. Agnes seguì fedelmente da quel momento in poi Felice su tutti i suoi campi di battaglia. In quello stesso inverno, Felice ottenne il comando dell'8º reggimento di fanteria volontari di New York (dopo la rinuncia di Gustav Struve), ma vi rimase una sola stagione.
Nel febbraio del 1864, venne posto in arresto per essersi falsamente presentato dopo la sua rinuncia ancora come colonnello dell'8º reggimento di fanteria volontari di New York e per essersi arricchito coi fondi destinati ai giovani ufficiali. Rilasciato, venne nominato colonnello del 68º reggimento volontari di New York nel giugno del 1864, servendo sotto il generale di brigata James Blair Steedman nel Tennessee ed in Georgia, prendendo parte alla Battaglia di Nashville, e sul finire della guerra venne assegnato al comando di Atlanta. Salm-Salm venne estromesso dal corpo volontari il 30 novembre 1865. Il 13 gennaio 1866, il presidente Andrew Johnson lo promosse al grado di brigadiere generale ed il 12 marzo 1866 la sua nomina venne ratificata dal Senato americano.

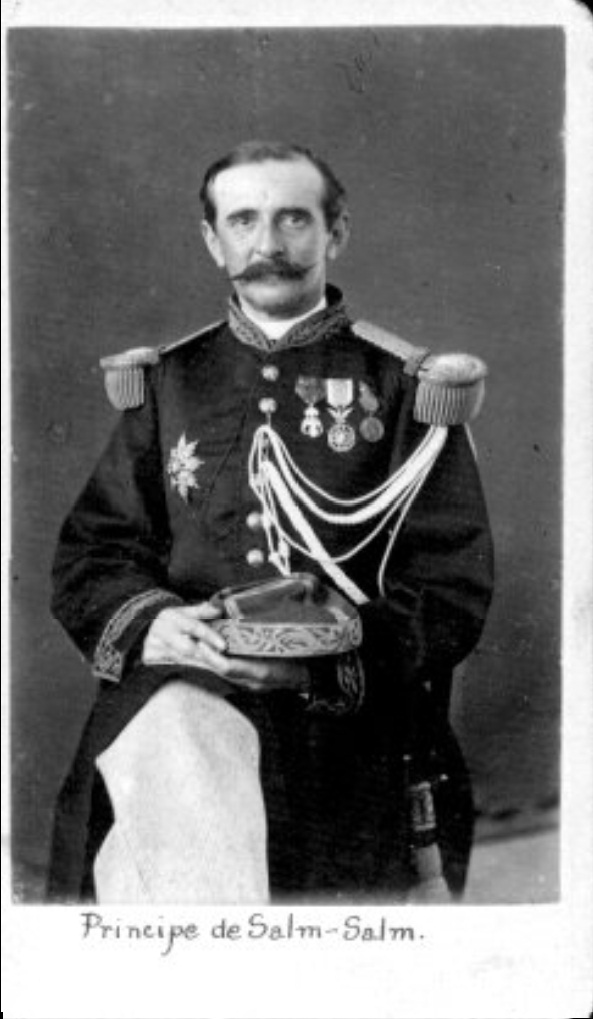
Il principe di Salm-Salm in uniforme messicana

Dopo la fine della guerra civile americana, il principe di Salm-Salm offrì i suoi servigi all'imperatore Massimiliano I del Messico, e si imbarcò per il Messico nel febbraio del 1866. Massimiliano aveva condotto un'ampia campagna per promuovere la migrazione di soldati americani nel Messico dopo la fine della guerra civile, anche per migliorare i rapporti tra le due nazioni. Felice di Salm-Salm fu però un caso particolare dal momento che la maggior parte dei soldati che erano migrati in Messico appartenevano agli Stati Confederati d'America che avevano perso la guerra civile. In quella stessa estate venne promosso al rango di colonnello e divenne aiutante di campo dell'imperatore. Venne catturato a Querétaro assieme all'imperatore ma non prima di aver cercato di compiere una coraggiosa carica con i suoi ussari nel tentativo di salvare Massimiliano dagli uomini dell'esercito repubblicano di Benito Juárez. Assieme all'imperatore e ai generali d'alto rango Tomás Mejía Camacho e Miguel Miramón, venne condannato a morte per fucilazione. Grazie agli sforzi senza sosta di sua moglie venne perdonato da Juárez e rilasciato dalla prigionia nel dicembre del 1867. Durante la sua prigionia, venne promosso brigadiere generale.
Poco dopo, decise di fare ritorno in Europa e di riporsi al servizio dell'esercito prussiano come maggiore del 4º reggimento granatieri della guardia. Venne ucciso a Saint-Privat-la-Montagne nel corso della Battaglia di Gravelotte nella guerra franco-prussiana. La moglie Agnes, che ancora una volta gli era vicina, continuò il suo servizio come infermiera sul campo di battaglia e trasferì i suoi resti mortali nella cripta di famiglia nel castello di Anholt.
Felice tenne un diario di memorie di guerra che venne pubblicato per la prima volta dallo scrittore tedesco Otto von Corvin. La sua vita fu oggetto di un racconto di Karl May.

## Opere
- (DE) —, Queretaro: Blätter aus meinem Tagebuch in Mexico, vol. 1, Kröner, 1868.
- (DE) —, Queretaro: Blätter aus meinem Tagebuch in Mexico, vol. 2, Kröner, 1868.
- —, My Diary in Mexico in 1867, including the Last Days of the Emperor Maximillian, vol. 1, London, Richard Bently, 1868. (trad. in inglese)
- —, My Diary in Mexico in 1867, including the Last Days of the Emperor Maximillian, vol. 2, London, Richard Bently, 1868. (trad. in inglese)

## Albero genealogico
|                                                    |                 |                                                     | Genitori                                            |  |  | Nonni |  |  | Bisnonni                  |  |  | Trisnonni                    |  |
|                                                    |                 |                                                     |                                                     |  |  |       |  |  | Massimiliano di Salm-Salm |  |  | Nicola Leopoldo di Salm-Salm |  |
|                                                    |                 |                                                     |                                                     |  |  |       |  |  | Massimiliano di Salm-Salm |  |  | Nicola Leopoldo di Salm-Salm |  |
|                                                    |                 | Dorotea Francesca Agnese di Salm                    |                                                     |  |  |       |  |  | Massimiliano di Salm-Salm |  |  |                              |  |
| Costantino di Salm-Salm                            |                 |                                                     |                                                     |  |  |       |  |  | Massimiliano di Salm-Salm |  |  |                              |  |
|                                                    |                 | Ludovica d'Assia-Rotenburg                          | Giuseppe d'Assia-Rotenburg                          |  |  |       |  |  |                           |  |  |                              |  |
|                                                    |                 | Ludovica d'Assia-Rotenburg                          | Giuseppe d'Assia-Rotenburg                          |  |  |       |  |  |                           |  |  |                              |  |
|                                                    |                 | Ludovica d'Assia-Rotenburg                          | Cristina di Salm                                    |  |  |       |  |  |                           |  |  |                              |  |
| Fiorentino di Salm-Salm                            |                 | Ludovica d'Assia-Rotenburg                          |                                                     |  |  |       |  |  |                           |  |  |                              |  |
|                                                    |                 | Teodoro Alessandro di Löwenstein-Wertheim-Rochefort | Domenico Marquardo di Löwenstein-Wertheim-Rochefort |  |  |       |  |  |                           |  |  |                              |  |
|                                                    |                 | Teodoro Alessandro di Löwenstein-Wertheim-Rochefort | Domenico Marquardo di Löwenstein-Wertheim-Rochefort |  |  |       |  |  |                           |  |  |                              |  |
|                                                    |                 | Teodoro Alessandro di Löwenstein-Wertheim-Rochefort | Cristina d'Assia-Rotenburg                          |  |  |       |  |  |                           |  |  |                              |  |
| Vittoria Felicita di Löwenstein-Wertheim-Rochefort |                 | Teodoro Alessandro di Löwenstein-Wertheim-Rochefort |                                                     |  |  |       |  |  |                           |  |  |                              |  |
|                                                    |                 | Caterina Luisa Eleonora di Leiningen-Dagsburg       | Carlo Ludovico di Leiningen                         |  |  |       |  |  |                           |  |  |                              |  |
|                                                    |                 | Caterina Luisa Eleonora di Leiningen-Dagsburg       | Carlo Ludovico di Leiningen                         |  |  |       |  |  |                           |  |  |                              |  |
|                                                    |                 | Caterina Luisa Eleonora di Leiningen-Dagsburg       | Carolina di Salm                                    |  |  |       |  |  |                           |  |  |                              |  |
| Felice di Salm-Salm                                |                 | Caterina Luisa Eleonora di Leiningen-Dagsburg       |                                                     |  |  |       |  |  |                           |  |  |                              |  |
|                                                    | Francesco Rossi | Venturino Rossi                                     |                                                     |  |  |       |  |  |                           |  |  |                              |  |
|                                                    | Francesco Rossi | Venturino Rossi                                     |                                                     |  |  |       |  |  |                           |  |  |                              |  |
|                                                    | Francesco Rossi | Giulia Maria Bastelica                              |                                                     |  |  |       |  |  |                           |  |  |                              |  |
| Pietro Niccolò Rossi                               | Francesco Rossi |                                                     |                                                     |  |  |       |  |  |                           |  |  |                              |  |
|                                                    |                 | Maria ?                                             | ?                                                   |  |  |       |  |  |                           |  |  |                              |  |
|                                                    |                 | Maria ?                                             | ?                                                   |  |  |       |  |  |                           |  |  |                              |  |
|                                                    |                 | Maria ?                                             | ?                                                   |  |  |       |  |  |                           |  |  |                              |  |
| Flaminia Rossi                                     |                 | Maria ?                                             |                                                     |  |  |       |  |  |                           |  |  |                              |  |
|                                                    |                 | Francesco Andrea Baciocchi                          | Giulio Stefano Baciocchi                            |  |  |       |  |  |                           |  |  |                              |  |
|                                                    |                 | Francesco Andrea Baciocchi                          | Giulio Stefano Baciocchi                            |  |  |       |  |  |                           |  |  |                              |  |
|                                                    |                 | Francesco Andrea Baciocchi                          | Paola Francesca Matra                               |  |  |       |  |  |                           |  |  |                              |  |
| Angela Maria Baciocchi                             |                 | Francesco Andrea Baciocchi                          |                                                     |  |  |       |  |  |                           |  |  |                              |  |
|                                                    |                 | Maria Flaminia Benielli                             | Marcantonio Benielli                                |  |  |       |  |  |                           |  |  |                              |  |
|                                                    |                 | Maria Flaminia Benielli                             | Marcantonio Benielli                                |  |  |       |  |  |                           |  |  |                              |  |
|                                                    |                 | Maria Flaminia Benielli                             | Maria Maddalena Cuneo d'Ornano                      |  |  |       |  |  |                           |  |  |                              |  |
|                                                    |                 | Maria Flaminia Benielli                             |                                                     |  |  |       |  |  |                           |  |  |                              |  |